# Voillecomte
Voillecomte és un municipi francès situat al departament de l'Alt Marne i a la regió del Gran Est. L'any 2007 tenia 468 habitants.

## Demografia

### Població
El 2007 la població de fet de Voillecomte era de 468 persones. Hi havia 184 famílies de les quals 44 eren unipersonals (16 homes vivint sols i 28 dones vivint soles), 64 parelles sense fills, 60 parelles amb fills i 16 famílies monoparentals amb fills.
La població ha evolucionat segons el següent gràfic:
Habitants censats

### Habitatges
El 2007 hi havia 224 habitatges, 191 eren l'habitatge principal de la família, 16 eren segones residències i 17 estaven desocupats. 220 eren cases i 4 eren apartaments. Dels 191 habitatges principals, 156 estaven ocupats pels seus propietaris, 32 estaven llogats i ocupats pels llogaters i 2 estaven cedits a títol gratuït; 6 tenien dues cambres, 15 en tenien tres, 57 en tenien quatre i 112 en tenien cinc o més. 168 habitatges disposaven pel capbaix d'una plaça de pàrquing. A 56 habitatges hi havia un automòbil i a 111 n'hi havia dos o més.

### Piràmide de població
La piràmide de població per edats i sexe el 2009 era:
| Homes | Edats   | Dones |
| ----- | ------- | ----- |
| 0     | 95 o +  | 0     |
| 0     | 90 a 94 | 4     |
| 4     | 85 a 89 | 0     |
| 4     | 80 a 84 | 12    |
| 4     | 75 a 79 | 0     |
| 12    | 70 a 74 | 8     |
| 4     | 65 a 69 | 12    |
| 8     | 60 a 64 | 16    |
| 12    | 55 a 59 | 4     |
| 28    | 50 a 54 | 24    |
| 16    | 45 a 49 | 28    |
| 20    | 40 a 44 | 12    |
| 16    | 35 a 39 | 20    |
| 8     | 30 a 34 | 4     |
| 20    | 25 a 29 | 12    |
| 20    | 20 a 24 | 28    |
| 24    | 15 a 19 | 20    |
| 12    | 10 a 14 | 16    |
| 4     | 5 a 9   | 12    |
| 0     | 0 a 4   | 12    |

## Economia
El 2007 la població en edat de treballar era de 308 persones, 221 eren actives i 87 eren inactives. De les 221 persones actives 198 estaven ocupades (106 homes i 92 dones) i 23 estaven aturades (8 homes i 15 dones). De les 87 persones inactives 41 estaven jubilades, 20 estaven estudiant i 26 estaven classificades com a «altres inactius».

### Ingressos
El 2009 a Voillecomte hi havia 186 unitats fiscals que integraven 460,5 persones, la mediana anual d'ingressos fiscals per persona era de 17.347 €.

### Activitats econòmiques
Dels 4 establiments que hi havia el 2007, 1 era d'una empresa de comerç i reparació d'automòbils, 1 d'una empresa d'hostatgeria i restauració, 1 d'una empresa de serveis i 1 d'una entitat de l'administració pública.
L'únic servei als particulars que hi havia el 2009 era un restaurant.
L'únic establiment comercial que hi havia el 2009 era una fleca.
L'any 2000 a Voillecomte hi havia 11 explotacions agrícoles que ocupaven un total de 504 hectàrees.

## Equipaments sanitaris i escolars
El 2009 hi havia una escola maternal integrada dins d'un grup escolar amb les comunes properes formant una escola dispersa.

## Poblacions més properes
El següent diagrama mostra les poblacions més properes.